# Harry Nilsson
Pour le footballeur suédois, voir Harry Nilsson (football).
Pour les articles homonymes, voir Nilsson.
Harry Nilsson est un auteur-compositeur-interprète américain né le 15 juin 1941 à New York et mort le 15 janvier 1994 à Agoura Hills.
Chanteur doté d'une voix particulièrement étendue (trois octaves et demie), il rencontre un grand succès commercial avec les singles Without You, Everybody's Talkin' et Coconut, malgré sa décision de ne presque jamais se produire sur scène. Ses succès ont été repris par de nombreux artistes : The Yardbirds, The Monkees, Vicky Leandros, Fred Astaire, Marianne Faithfull, Mariah Carey ou Richard Anthony, entre autres.
Il a reçu des Grammy Awards pour deux de ses enregistrements : meilleure performance vocale contemporaine masculine en 1970 pour Everybody's Talkin' (une chanson de premier plan dans le film oscarisé Macadam Cowboy) ; meilleure performance vocale pop masculine en 1973 pour Without You.

## Biographie
Natif du quartier de Brooklyn à New York, Harry Nilsson commence sa carrière musicale au début des années 1960 en interprétant des maquettes pour le producteur Scott Turner et en collaborant avec John Marascalco, puis avec Phil Spector avec lequel il signe plusieurs chansons, notamment pour les Ronettes.
Tout en conservant son emploi régulier dans une banque, Nilsson continue à écrire des chansons et à enregistrer des 45 tours. Après de brefs et infructueux passages chez Mercury et Tower (quelques singles et l'album Spotlight on Nilsson (en)), il signe finalement chez RCA Victor, grâce à son éditeur Perry Botkin. Son premier album pour le label, Pandemonium Shadow Show (en), sort en décembre 1967. Il est très bien accueilli par la critique, mais ne rencontre pas de succès commercial.
La carrière de Nilsson décolle l'année suivante grâce aux Beatles. Lors de la conférence de presse organisée à New York pour le lancement du label Apple Records, John Lennon et Paul McCartney déclarent que leur chanteur et groupe américain préféré est Nilsson. Aussitôt, la presse et tout le métier du disque commencent à s'intéresser à cet inconnu.
L'album Aerial Ballet (en), sorti en 1968, contient notamment les titres One (en) (notamment reprise par Three Dog Night), Don't Leave Me, Good Old Desk et la reprise de Fred Neil Everybody's Talkin', qui devient le premier succès international de Nilsson l'année suivante, lorsque le réalisateur John Schlesinger l'utilise dans son film Macadam Cowboy.
Le quatrième album de Nilsson, Harry (en), sort en 1969. C'est son premier à entrer dans le hit-parade, et le single I Guess The Lord Must Be In New York City se classe dans le Top 40. Nilsson décide alors de réaliser un projet ambitieux et risqué qui lui tient particulièrement à cœur : il enregistre avec Randy Newman l'album Nilsson Sings Newman. Sorti en 1970, le disque reçoit d'excellentes critiques (« album de l'année » du magazine Stereo Review (en)), autant pour Newman que Nilsson.
En 1971, la chaîne de télévision ABC diffuse The Point ! (en), un dessin animé écrit par Nilsson. Sa bande originale devient un succès immédiat et reste 32 semaines dans le hit-parade aux États-Unis, avec le single à succès Me And My Arrow.
Soucieux de faire découvrir à ses nouveaux fans ses premières chansons, Nilsson retourne en studio pour remixer et moderniser certains titres de ses deux premiers albums. Le résultat, Aerial Pandemonium Ballet (en) (1971), se vend mieux que chacun des deux albums dont il est extrait.
En juin 1971, Nilsson part enregistrer à Londres l'album qui va devenir son best-seller : Nilsson Schmilsson. Produit par Richard Perry, il contient notamment les chansons Without You (reprise de Badfinger), Early in the Morning, Coconut et Gotta Get Up. Without You, no 1 aux États-Unis pendant quatre semaines, s'exporte dans le monde entier (Nilsson l'enregistre par la suite en italien et en espagnol).
Un an plus tard, en juillet 1972, paraît Son of Schmilsson (en) (You're Breakin' My Heart, Spaceman, The Lottery Song), puis en mars 1973 sort A Little Touch of Schmilsson in the Night (en), un album de standards arrangé par Gordon Jenkins, célèbre pour sa collaboration avec Frank Sinatra.
En 1974, Nilsson sort l'album Pussy Cats (en), produit par son ami John Lennon lors du fameux « week-end perdu », sur lequel ce dernier chante, et écrit, en plus de sa direction artistique prépondérante. Une tournée s'ensuivra en compagnie du groupe informel jouant sur le disque, Ringo Starr, Keith Moon et autres personnalités reconnues. C'est le début de la seconde moitié de sa carrière avec une voix plus rauque à la suite d'un dommage à une corde vocale, et plus rock 'n' roll.
Des Reprises de Rock around the clock, Subterranean Homesick Blues, Save The Last Dance For Me, Many Rivers To Cross ainsi que des compositions originales comme Old Forgotten Soldier, Don't Forget Me, ou Mucho Mungo - co-signée avec Lennon, souvent qualifiées de chefs-d'œuvre. Un disque vite devenu « culte » auprès des initiés, qui a par exemple été repris intégralement par le groupe The Walkmen.
S'ensuivent en 1975 Duit on Mon Dei (en), à la fois iconoclaste et profond, orienté par moments exotique ou reggae ; et deux albums en 1976 : Sandman (en), et ...That's the Way It Is (en). Trois opus aux arrangements très sophistiqués, avec des cordes incisives, des percussions variées, (mais pourtant sans réel impact dans le grand public, malgré la présence de It's a jungle out there - titre de Randy Newman devenu générique de la série télévisée Monk).
Knnillssonn (en), son album préféré, sort en 1977 et marque la fin de sa collaboration avec RCA.
Au début des années 1980, après un album pour Mercury (Flash Harry (en)), Nilsson, marqué par l'assassinat de John Lennon, se consacre à la campagne pour le contrôle des armes à feu. Il continue de faire quelques apparitions sur des albums de charité ou des bandes originales. Il retrouve les studios au début des années 1990 pour enregistrer un nouvel album mais, gravement malade, il meurt le 15 janvier 1994 à la suite d'une crise cardiaque.
En 2006, il est l'objet du documentaire Who Is Harry Nilsson (And Why Is Everybody Talkin' About Him)?).

## Divers
- Après avoir passé une nuit à la belle étoile sur une plage, sa vie étant devenue quelque peu dissolue, Harry Nilsson s'aperçut que les capacités d'une de ses cordes vocales étaient endommagées. Il n'en toucha mot à John Lennon (qui produisait son disque), et c'est en forçant sur sa voix qu'il poursuivit l'enregistrement de Pussy Cats. Son style (de crooner renommé, de chanteur à voix populaire) en fut définitivement et authentiquement transformé pour le reste de sa carrière, et il sut tirer parti de ce timbre unique, plus rauque[9].

- Alors qu'une bonne partie de ses enregistrements avaient été dédaignés par le show-business ou par des critiques, et souvent mal compris par le grand public, c'est en allant vers la fin de sa carrière qu'il a fourni ses disques les plus remarquables[5]. En dehors des succès, souvent liés à l'usage cinématographique de quelques titres, c'est de manière posthume que sa gloire a réellement atteint le public, notamment avec les reprises de ses chansons par d'autres artistes. Harry Nilsson a toujours semblé se moquer du star system et du caractère commercial de sa carrière : pour preuve certaines pochettes de ses disques (dont l'une où il pose en robe de chambre[10]) où même son nom est souvent transformé et difficilement identifiable. Certains de ses disques 33t furent ainsi longtemps distribués low-cost dans des endroits improbables (marchés, solderies, etc.).

- Cass Elliot (des Mamas and the Papas) et Keith Moon (des Who) sont morts dans la même chambre de son appartement à Mayfair respectivement en 1974 et 1978, tous deux à 32 ans[11].

## Discographie
- 1966 : Spotlight on Nilsson (en)
- 1967 : Pandemonium Shadow Show (en)
- 1968 : Aerial Ballet (en)
- 1968 : Skidoo (bande originale)
- 1969 : Harry (en)
- 1970 : Nilsson Sings Newman
- 1971 : The Point ! (en)
- 1971 : Nilsson Schmilsson
- 1972 : Son of Schmilsson (en)
- 1973 : A Little Touch of Schmilsson in the Night (en)
- 1974 : Son of Dracula (bande originale)
- 1974 : Pussy Cats (en)
- 1975 : Duit on Mon Dei (en)
- 1976 : Sandman (en)
- 1976 : ...That's the Way It Is (en)
- 1977 : Knnillssonn (en)
- 1977 : Early Tymes (en) (enregistré en 1962)
- 1980 : Flash Harry (en)
- 1981 : Popeye (bande originale)

## Présence de ses chansons dans des films
- 1968: Skidoo (Skidoo) : Tower Guard
- 1968 : Madame et son fantôme (série télévisée), épisode The Music Maker : Tim Seagirt
- 1969 : Macadam Cowboy : Everybody's Talkin'
- 1971 : The Point ! (en)
- 1974 : Son of Dracula : Count Downe
- 1980 : Popeye
- 1990 : Les Affranchis : Jump into the fire
- 1992 : Forrest Gump : Everybody's Talkin'
- 1992 : Reservoir Dogs : Coconut
- 1995 : Casino : Without You
- 1998 : Vous avez un message (You've Got Mail) I Guess the Lord Must Be in New York City, Remember", The Puppy Song, Over The Rainbow
- 2006 : Borat : Everybody's Talkin'
- 2006 : Une Grande Année : How Can I Be Sure of You
- 2016 : Victoria : Without Her
- 2017 : Lego Batman : One
- 2018 : Plaire, aimer et courir vite : One
- 2020 : Space Force : Spaceman